# 托马斯·伯特兰
托马斯·伯特兰（英語：Thomas Bertrand，1987年7月9日—），澳大利亚男子赛艇运动员。他曾代表澳大利亚参加世界赛艇锦标赛，获得一枚金牌和一枚银牌，均来自男子轻量级八人单桨有舵手项目。